# Друга лига Пољске у рагбију
Друга лига Пољске у рагбију (пољ. II liga polska w rugby union) је трећи ранг рагби 15 такмичења у Пољској.

## О такмичењу
Овим такмичењем руководи Рагби савез Пољске. Дакле, ово је трећа лига Пољске. У лигашком делу учествује 6 клубова. Првопласирана екипа иде у другу лигу.
Учесници
- Зиелона Гора
- Лодз
- Биало Чарни
- Вроцлав
- Легија Варшава
- Руда Сласк